# Boeing Sonic Cruiser
Boeing Sonic Cruiser — надзвуковий літак, розробку якого компанія Boeing вела наприкінці 1990-х. Відмінною особливістю була висока крейсерська швидкість, яка становила близько 0,95-0,99 Махів (1100 км/год). Передбачалося, що новий лайнер зможе перевозити 200–250 пасажирів на відстань 11-16 тис. км і зможе літати на 15-20% швидше нинішніх літаків. Boeing опублікував рішення побудувати літак в 2001 році.

## Історія
Загальноекономічний спад у галузі, викликаний терактами 11 вересня, змусив менеджерів західних авіакомпаній задуматися, наскільки збільшення швидкісних характеристик лайнера компенсує зростання експлуатаційних витрат. З вісімнадцяти авіакомпаній, опитаних маркетологами Boeing, лише дві — Japan Airlines і All Nippon Airways — погодилися придбати Sonic Cruiser. У результаті в грудні 2002 проєкт створення високошвидкісного літака був заморожений.
Труднощі також викликало і відпрацювання аеродинаміки літака. Виступаючи зі спеціальною заявою з цього приводу, головний виконавчий директор корпорації Алан Малаллі заявив, що тепер Boeing зосередить всі зусилля на розробці більш ефективного літака (який отримав згодом назву Boeing 787), який при швидкості 850–900 км/год буде споживати на 20% менше палива, ніж існуючі реактивні лайнери. Результати багатьох досліджень і розробок за проєктом Sonic Cruiser лягли в основу Boeing 787 (наприклад, крила і фюзеляж з вуглепластику).

## Цікаві факти
У США заборонено літати понад швидкість звуку, тоді як у Європі потрібно лише, щоб літак не створював звуковий удар, тобто не перевищував швидкості 1 М на рівні моря, що відповідає 1,15 М на висоті 10 км.